# Wanapitei Lake
Wanapitei Lake – jezioro meteorytowe w Sudbury w prowincji Ontario, w Kanadzie. Jezioro ma ok. 16,5 km długości, 14 km szerokości. Lustro wody znajduje się ok. 267 m n.p.m.